# Francesco Verri
Francesco Verri (Mantova, 11 giugno 1885 – Piombino, 6 giugno 1945) è stato un pistard italiano.
Tra i dilettanti fu campione olimpico di velocità, cronometro e 5000 metri nel 1906 ad Atene, e campione del mondo nella velocità nello stesso anno. Fu poi professionista fino al 1924 vincendo otto titoli nazionali di velocità.

## Carriera
Dopo un primo titolo italiano dilettanti nella velocità nel 1905, visse nel 1906 il suo anno di grazia, con le medaglie d'oro nella velocità, nella cronometro e nei 5000 metri su pista ai Giochi olimpici intermedi di Atene, la vittoria nel Gran Premio di Parigi di velocità dilettanti e il titolo mondiale di velocità dilettanti a Ginevra. Durante la maratona di quei Giochi diede anche assistenza in bici a Dorando Pietri, che tuttavia fu costretto ad abbandonare la gara.
Nello stesso 1906, passato al professionismo, vinse il primo di sei titoli italiani di velocità consecutivi (fino al 1911); nello stesso periodo gareggiò perlopiù in Italia. Non ottenne risultati ai campionati del mondo per professionisti, si impose comunque in match contro avversari di primo rilievo: nel 1913 batté il campione del mondo Frank Kramer al Madison Square Garden di New York, mentre nel 1914 al velodromo Sempione a Milano superò il due volte campione del mondo Émile Friol. Nei primi anni durante la prima guerra mondiale si cimentò soprattutto nelle Sei giorni statunitensi, vincendo quella di Chicago nel 1915 in coppia con Oscar Egg (con il record di percorrenza, 4511,636 km) e nel 1917 in coppia con Reginald McNamara. Tornato in Europa, vinse altri due titoli nazionali di velocità, nel 1920 e 1921. Si ritirò dall'attività nel 1925.
Nel 1935 gli venne affidata la direzione tecnica della Nazionale italiana al Tour de France. Morì nel giugno 1945 a Piombino in un incidente in automobile mentre era in viaggio verso Roma.

## Palmarès
- 1906

Giochi olimpici, Velocità individuale
Giochi olimpici, 5000 metri
Giochi olimpici, Cronometro
Campionati del mondo, Velocità dilettanti
Gran Premio di Parigi dilettanti
Campionati italiani, Velocità
- 1907

Campionati italiani, Velocità
- 1908

Campionati italiani, Velocità
- 1909

Campionati italiani, Velocità
- 1910

Campionati italiani, Velocità
- 1911

Campionati italiani, Velocità
- 1915

Sei giorni di Buffalo (con Reginald McNamara)
Sei giorni di Chicago (con Oscar Egg)
- 1917

Sei giorni di Chicago (con Reginald McNamara)
- 1920

Campionati italiani, Velocità
- 1921

Campionati italiani, Velocità

## Piazzamenti

### Competizioni mondiali
- Campionati del mondo

Ginevra 1906 - Velocità Dilettanti: vincitore
- Giochi olimpici

Atene 1906 - Velocità: vincitore
Atene 1906 - 5000 metri: vincitore
Atene 1906 - Cronometro: vincitore